# The Mad Magician
The Mad Magician, conocida como El mago asesino en Venezuela y Argentina, es una película de terror de 1954 protagonizada por Vincent Price y Eva Gabor. 

## Trama
La cinta es protagonizada por Gallico (Vincent Price), un inventor de trucos de magia que aspira a tener su propio espectáculo. Antes de llevar a cabo su primera presentación, el acto es cancelado por Ormond (Donald Randolph), un agente que quiere utilizar el truco de Gallico en las presentaciones del Gran Rinaldi (John Emery), un mago de renombre. Derrotado, y con la humillación de haber perdido a su esposa Claire (Eva Gabor) con su rival, Gallico se vuelve loco y usa una sierra circular para decapitar al agente.
Gallico se hace pasar por Ormond para rentar el departamento de Alice Prentiss (Lenita Lane), una escritora de novelas de misterio. El mago se deshace del cuerpo de Ormond, pero se ve forzado a asesinar nuevamente cuando su exesposa Claire descubre la suplantación. Prentiss presencia el crimen como testigo, pero identifica a Ormond como el asesino de Claire. Luego de esto, el Gran Rinaldi intenta robar otro truco de Gallico, esta vez uno que requiere un crematorio, pero termina muriendo en las llamas del mismo. Gallico comienza a suplantar a Rinaldi con el fin de apoderarse de su espectáculo.
Mientras tanto, un detective llamado Alan Bruce (Patrick O'Neal) descubre que las huellas digitales de Ormond y Rinaldi son las mismas, debido a que Gallico se hizo pasar por ellos. La escritora Prentiss se da cuenta de su error, e identifica a Gallico como el asesino. Los dos, junto a la asistente del mago, Karen (Mary Murphy), se dirigen donde Gallico para enfrentarlo.

## Reparto
- Vincent Price como Don Gallico.
- Mary Murphy como Karen Lee.
- Eva Gabor como Claire Ormond.
- John Emery como Gran Rinaldi.
- Donald Randolph como Ross Ormond.
- Lenita Lane como Alice Prentiss.
- Patrick O'Neal como Detective Alan Bruce.
- Jay Novello como Frank Prentiss.